# Cirrhilabrus temminckii
Cirrhilabrus temminckii és una espècie de peix de la família dels làbrids i de l'ordre dels perciformes.

## Morfologia
Els mascles poden assolir els 9,9 cm de longitud total.

## Distribució geogràfica
Es troba des del Japó fins a les Filipines i el nord d'Austràlia (incloent-hi Austràlia Occidental).